# 루이자 손자
루이자 손자(Luísa Sonza, 1998년 7월 18일 ~ )는 브라질의 싱어송라이터이다.

## 음반 목록

### 정규 음반
- Pandora (2019)
- Doce 22 (2022)
- Escândalo Íntimo (2023)

### EP
- Luísa Sonza (2017)